# 普萊森特普萊恩斯 (新澤西州)
普萊森特普萊恩斯（英語：Pleasant Plains）是位於美國新澤西州薩默塞特縣的普查規定居民點。

## 人口
根據2020年美國人口普查的數據，普萊森特普萊恩斯的面積為8.34平方千米，當中陸地面積為8.33平方千米，而水域面積為0.01平方千米。當地共有人口792人，而人口密度為每平方千米94.96人。